# Gran Premio di superbike di Johor 1992
Il Gran Premio di Superbike di Johor 1992 è stata l'ottava prova su tredici del campionato mondiale Superbike 1992, è stato disputato il 23 agosto sul Circuito di Johor e ha visto la vittoria di Raymond Roche in gara 1, mentre la gara 2 è stata vinta da Doug Polen.

## Risultati

### Gara 1

#### Arrivati al traguardo[1]
| Pos. | Nº | Pilota               | Motocicletta | Tempo     | Griglia | Punti |
| ---- | -- | -------------------- | ------------ | --------- | ------- | ----- |
| 1º   | 2  | Raymond Roche        | Ducati       | 38:47.260 | 9º      | 20    |
| 2º   | 5  | Fabrizio Pirovano    | Yamaha       | +0:00.090 | 7º      | 17    |
| 3º   | 3  | Robert Phillis       | Kawasaki     | +0:00.710 | 6º      | 15    |
| 4º   | 13 | Aaron Slight         | Kawasaki     | +0:00.830 | 3º      | 13    |
| 5º   | 4  | Stéphane Mertens     | Ducati       | +0:01.190 | 11º     | 11    |
| 6º   | 9  | Giancarlo Falappa    | Ducati       | +0:13.210 | 1º      | 10    |
| 7º   | 32 | Christopher Haldane  | Yamaha       | +0:16.440 | 14º     | 9     |
| 8º   | 1  | Doug Polen           | Ducati       | +0:16.530 | 2º      | 8     |
| 9º   | 34 | Piergiorgio Bontempi | Kawasaki     | +0:19.810 | 16º     | 7     |
| 10º  | 30 | Adrien Morillas      | Yamaha       | +0:20.590 | 12º     | 6     |
| 11º  | 27 | Fred Merkel          | Yamaha       | +0:20.620 | 4º      | 5     |
| 12º  | 36 | Steve Hislop         | Kawasaki     | +0:24.440 | 18º     | 4     |
| 13º  | 10 | Davide Tardozzi      | Ducati       | +0:25.170 | 15º     | 3     |
| 14º  | 77 | Trevor Jordan        | Kawasaki     | +0:25.350 | 8º      | 2     |
| 15º  | 37 | Andrew Stroud        | Kawasaki     | +0:27.120 | 17º     | 1     |
| 16º  | 35 | Andreas Hofmann      | Kawasaki     | +0:53.150 | 20º     |       |
| 17º  | 26 | James Knight         | Kawasaki     | +0:58.190 | 10º     |       |
| 18º  | 99 | Andrew Thompson      | Kawasaki     | +1:07.730 | 22º     |       |
| 19º  | 33 | Meng Heng Kuan       | Yamaha       | +1:18.390 | 26º     |       |
| 20º  | 38 | Cletus Adi Haslam    | Kawasaki     | +1 giro   | 27º     |       |
| NC   | 39 | Benn Archibald       | Honda        | +8 giri   | 25º     |       |
| NC   | 40 | John Allen           | Suzuki       | +11 giri  | 24º     |       |

#### Ritirati
| Nº | Pilota            | Motocicletta | Giri     | Griglia |
| -- | ----------------- | ------------ | -------- | ------- |
| 8  | Baldassarre Monti | Honda        | +9 giri  | 13º     |
| 41 | Christer Lindholm | Yamaha       | +13 giri | 19º     |
| 48 | Daniel Amatriaín  | Ducati       | +18 giri | 5º      |
| 12 | Jeffry de Vries   | Yamaha       | +20 giri | 23º     |
| 69 | Florian Ferracci  | Ducati       | +23 giri | 21º     |

### Gara 2

#### Arrivati al traguardo[2]
| Pos. | Nº | Pilota               | Motocicletta | Tempo     | Griglia | Punti |
| ---- | -- | -------------------- | ------------ | --------- | ------- | ----- |
| 1º   | 1  | Doug Polen           | Ducati       | 38:25.140 | 2º      | 20    |
| 2º   | 2  | Raymond Roche        | Ducati       | +0:03.830 | 9º      | 17    |
| 3º   | 13 | Aaron Slight         | Kawasaki     | +0:04.170 | 3º      | 15    |
| 4º   | 9  | Giancarlo Falappa    | Ducati       | +0:12.730 | 1º      | 13    |
| 5º   | 27 | Fred Merkel          | Yamaha       | +0:13.530 | 4º      | 11    |
| 6º   | 5  | Fabrizio Pirovano    | Yamaha       | +0:14.160 | 7º      | 10    |
| 7º   | 48 | Daniel Amatriaín     | Ducati       | +0:14.840 | 5º      | 9     |
| 8º   | 3  | Robert Phillis       | Kawasaki     | +0:14.920 | 6º      | 8     |
| 9º   | 77 | Trevor Jordan        | Kawasaki     | +0:23.880 | 8º      | 7     |
| 10º  | 34 | Piergiorgio Bontempi | Kawasaki     | +0:28.500 | 16º     | 6     |
| 11º  | 37 | Andrew Stroud        | Kawasaki     | +0:28.690 | 17º     | 5     |
| 12º  | 32 | Christopher Haldane  | Yamaha       | +0:40.910 | 14º     | 4     |
| 13º  | 30 | Adrien Morillas      | Yamaha       | +0:49.980 | 12º     | 3     |
| 14º  | 69 | Florian Ferracci     | Ducati       | +0:56.520 | 21º     | 2     |
| 15º  | 12 | Jeffry de Vries      | Yamaha       | +0:57.780 | 23º     | 1     |
| 16º  | 26 | James Knight         | Kawasaki     | +1:14.680 | 10º     |       |
| 17º  | 39 | Benn Archibald       | Honda        | +1 giro   | 25º     |       |
| 18º  | 38 | Cletus Adi Haslam    | Kawasaki     | +1 giro   | 27º     |       |
| 19º  | 40 | John Allen           | Suzuki       | +1 giro   | 24º     |       |
| 20º  | 99 | Andrew Thompson      | Kawasaki     | +1 giro   | 22º     |       |

#### Ritirati
| Nº | Pilota            | Motocicletta | Giri     | Griglia |
| -- | ----------------- | ------------ | -------- | ------- |
| 41 | Christer Lindholm | Yamaha       | +12 giri | 19º     |
| 4  | Stéphane Mertens  | Ducati       | +16 giri | 11º     |
| 36 | Steve Hislop      | Kawasaki     | +18 giri | 18º     |
| 35 | Andreas Hofmann   | Kawasaki     | +18 giri | 20º     |
| 10 | Davide Tardozzi   | Ducati       | +22 giri | 15º     |